# Lago do Junco
Lago do Junco är en kommun i Brasilien.   Den ligger i delstaten Maranhão, i den nordöstra delen av landet, 1 300 km norr om huvudstaden Brasília. Antalet invånare är 10 736. Arean är 308 kvadratkilometer.
Terrängen i Lago do Junco är huvudsakligen platt.
Omgivningarna runt Lago do Junco är huvudsakligen savann. Runt Lago do Junco är det ganska glesbefolkat, med 29 invånare per kvadratkilometer.